# Gieterij Asselbergs
Gieterij Asselbergs is een ijzergieterij te Bergen op Zoom die bestond van 1841 tot 2001.

## Geschiedenis

### Oprichting
De oprichters waren Adrianus van der Hoeven en Arnoldus Asselbergs. In 1837 richtten zij de handelsfirma Van der Hoeven en Asselbergs op. Men handelde in oud en nieuw papier, ijzerwerk en schroot, lompen en beenderen. In 1839 sprak men in het gemeentelijk jaarverslag over de oprichters als een paar handelaars, in het klein nogtans, die algemeen bekendstaan voor wargeesten en onruststokers. Eind 1841 begonnen ze een smederij. De gieterij is in 1841 begonnen als smederij. Zij waren toen smid, kachelmaker en winkelier in ijzerwerk. In 1843 kregen ze een order van 12 kachels voor kazernes. Omdat in de oprichtingstijd het antraciet als brandstof opkwam werd de plattebuiskachel een belangrijk product. Asselbergs produceerde het plaatwerk en importeerde de gietstukken (kachelpotten, roosters, ornamenten en haardplaten) vanuit België. Om meer aan dit soort orders te kunnen verdienen, wilde men de gietijzeren onderdelen zelf vervaardigen. Daartoe werd in 1847 een gieterij opgericht. De kennis hieromtrent haalde men uit Wallonië.
In 1851 waren er 30 mensen in dienst. Men maakte veel kachels, vooral de plattebuiskachel nam in populariteit toe. Daarnaast maakte men het bekende assortiment gietijzeren producten: lantaarnpalen, dakramen, kelderramen, putdeksels, muurankers, gegoten buizen, ketels, kachelpotten, ploegijzers, tuingereedschap, wagenassen, scheepsbeslag, spoorwegonderdelen en fornuisplaten. Verder leverde men toe aan de meestoven, aan de oliemolens en zelfs aan de tabaksindustrie. 
In 1852 verliet Adrianus van der Hoeven de zaak. Toen in 1853 de bisschoppelijke hiërarchie werd hersteld kwam het tot de bouw van nieuwe katholieke kerken waarvoor gietijzeren ramen, kruisen benodigd waren. Ook grafmonumenten, balkon- en trapspijlen, grafmonumenten, sierstukken voor stoephekken en tuinmeubelen werden gegoten. Veel werd geleverd aan de firma Klep in Breda, de latere gasfornuizenfabriek Etna.

### Uitbreiding
In 1865 werd de gieterij vergroot en kwam er een stoommachine. De naam werd: IJzer- en kopergieterij Arnoldus Asselbergs & Zonen. Naast deze activiteiten was er nog steeds een smederij en een handel in plaat- en stafijzer, alsmede een kunstwolfabriek. In de hieropvolgende jaren werd de fabriek regelmatig uitgebreid. Toen Arnoldus in 1880 stierf, was er geen sprake meer van warhoofd en onruststoker maar werd hij geëerd als een respectabel burger. Het bedrijf kwam aan zijn weduwe en kinderen. Uiteindelijk stopte de kunstwolfabriek maar werd de gieterij steeds verder uitgebreid. In 1879 werd een galvaniseerafdeling toegevoegd, mede omdat kachels met vernikkelde voetstukken en andere sierelementen in de mode kwamen.
In 1897 werkten er 90 mensen en in 1913 waren dat er 170. Pas in 1899 ging Asselbergs complete kachels leveren, op basis van de toen populaire Amerikaanse vulkachels. Merknamen als Juno, Ceres, Bellona, Vulcanus en Splendid werden op de markt gebracht. In 1910 stopte men met de haardenproductie en men ging weer onderdelen aan derden leveren. Diverse kachelonderdelen en -ornamenten, en zelfs complete bouwpakketten, werden geproduceerd. De plaatselijke kachelsmid kon hier het plaatwerk aan toevoegen, zodat een kachel ontstond van het model Johanna, Wilhelmina, Hollandia, Salonhaard of Alice.
Het bedrijf kende nu drie onderdelen, namelijk:
- Arnoldus Asselbergs & Zonen, de ijzer-, koper- en metaalgieterij, aan de Lindebaan
- Arnoldus Asselbergs, een winkel in ijzerwaren, gereedschappen en huishoudelijke artikelen
- Asselbergs' Groothandel, een groothandel in oude en nieuwe metalen en lompen

Deze werden in 1917 ondergebracht in een nv: NV Asselbergs' IJzerindustrie en Handelsmaatschappij. Deze werd in 1920 gesplitst in drie nv's. Zij leverden aan bedrijven als Van Berkel (weegschalen en snijmachines), Jan Jaarsma (kachels), Lips (kachels), Pelgrim, Faber te Leeuwarden, en Becht en Dyserinck Haardenfabriek te Weesperkarspel.
Naast bovengenoemd dunwandig gietwerk werd nu ook dikwandig gietwerk gevraagd, ten behoeve van de machinebouw. Hiertoe werd in 1927 de NV Zuid-Nederlandsche IJzer- en Metaalgieterij en Machinefabriek opgezet, welke toeleverancier werd voor onder meer Heemaf, EMF Dordt, Smit Slikkerveer, Bewo, Pannevis, Vuurslag te Roosendaal en Motorenfabriek Industrie te Alphen aan den Rijn.

### Wederopbouwperiode
De Tweede Wereldoorlog berokkende veel schade, en van beide fabrieken werden de machinekamers door de bezetter opgeblazen. In 1947 bereikte de productie het vooroorlogse niveau alweer. In 1954 werd een nieuwe gieterij gebouwd te Roosendaal, welke in 1956 in gebruik werd genomen. Het bedrijf werd nu een op de effectenbeurs genoteerde onderneming. Door de komst van het aardgas verdwenen de haardenfabrieken en omstreeks 1965 moest de gieterij aan de Lindebaan worden gesloten. In Roosendaal ging men gietijzeren ketelleden voor centrale verwarmingsketels produceren.

### Neergang
De ontwikkelingen in de richting van een Europese interne markt noopten ook tot herstructurering van de andere activiteiten. De Nehem gaf de leiding hieraan. In 1976 fuseerde het bedrijf aldus met de eveneens in Bergen op Zoom bestaande gieterij De Holland (in 1905 opgericht door Alex Nerincx) en werd de naam: Asselbergs Holland. In 1979 sloot de Roosendaalse gieterij en in 1981 ging de gehele combinatie failliet. Nu werd het sterk afgeslankte bedrijf gekocht door het Britse Midland Industries te Wolverhampton. Ook Midland ging failliet, en wel in 1984, en nu werd het Bergen op Zoomse bedrijf gekocht door directeur Kranenburg en ging RMI Holland heten. Men produceerde vooral koelplaten en afsluiters. In 1999 nam RMI Holland de failliete gieterij van Boddaert & Van Rentergem te Middelburg over, die toen 65 werknemers had en onderdelen voor turbines en compressoren vervaardigde. Men hoopte dat bundeling tot betere resultaten zou leiden. De 40 nog overgebleven werknemers uit Bergen op Zoom verhuisden naar Middelburg om bij RMI Middelburg te gaan werken, maar dit bedrijf ging eveneens failliet en sloot in 2002 zijn poorten.

## Trivia
- Een telg uit het geslacht Asselbergs werd later beroemd als de schrijver Anton van Duinkerken.

## Externe bron
- Willem Heijbroek (red.), Bergen op stoom, 2009, Stichting Industrieel Erfgoed Bergen op Zoom, ISBN 978 94 9057601 1